# Guillermo Comorera
Guillermo Comorera (Barcelona, 1893. augusztus 24. – Barcelona, 1970) spanyol nemzetközi labdarúgó-játékvezető. Teljes neve Guillermo Comorera Gatuellas.

## Pályafutása

### Nemzeti játékvezetés
Nemzeti labdarúgó-szövetségének megfelelő játékvezető bizottsága minősítése alapján 1928-ban lett az 1. Liga játékvezetője. Küldési gyakorlat szerint rendszeres partbírói szolgálatot végzett. A nemzeti játékvezetéstől 1936-ban vonult vissza. Első ligás mérkőzéseinek száma: 38.
| Időpont           | Helyszín                  | Mérkőzés típusa          | Mérkőzés                      | Eredmény |
| ----------------- | ------------------------- | ------------------------ | ----------------------------- | -------- |
| 1929. február 24. | Estadio Chamartín, Madrid | első bajnoki mérkőzése   | Real Madrid CF– Athletic Club | 2 – 1    |
| 1936. április 19. | San Mamés Stadion, Bilbao | utolsó bajnoki mérkőzése | Athletic Club–CA Osasuna      | 2 – 0    |

#### Nemzeti kupamérkőzések
1 kupadöntőt vezetett.

##### Spanyol labdarúgókupa
| Időpont         | Helyszín                                  | Mérkőzés típusa | Mérkőzés                      | Eredmény | Nézők száma |
| --------------- | ----------------------------------------- | --------------- | ----------------------------- | -------- | ----------- |
| 1930. június 1. | Olímpic Lluís Companys Stadion, Barcelona | döntő           | Athletic Club– Real Madrid CF | 3 – 2    | 63 000      |

### Nemzetközi játékvezetés
A Spanyol labdarúgó-szövetség Játékvezető Bizottsága (JB) terjesztette fel nemzetközi játékvezetőnek, a Nemzetközi Labdarúgó-szövetség (FIFA) 1928-tól tartotta nyilván bírói keretében. A FIFA JB központi nyelvei közül a spanyolt beszélte. Több nemzetek közötti válogatott és klubmérkőzést vezetett, vagy működő társának partbíróként segített. A  nemzetközi játékvezetéstől 1928-ban búcsúzott. Válogatott mérkőzéseinek száma: 1.

#### Olimpiai játékok
Az  1928. évi nyári olimpiai játékok labdarúgó tornáját, ahol a FIFA JB bírói szolgálatra alkalmazta. A kor elvárása szerint az egyes számú partbíró játékvezetői sérülésnél átvette a mérkőzés vezetését. Partbíróként egy mérkőzésre, 2. pozícióban kapott küldést.
| Időpont         | Helyszín               | Mérkőzés típusa | Mérkőzés        | Eredmény | Nézők száma |
| --------------- | ---------------------- | --------------- | --------------- | -------- | ----------- |
| 1928. június 8. | Het Kasteel, Rotterdam | vigaszág döntő  | Hollandia–Chile | 2 – 2    | 18 000      |